# 程兆选
程兆选（？—？），清朝政治人物。
程兆选曾于1769年接替李长青任南汇县知县一职，1770年由杨宜伦接任。